# Hagenov most
Hagenov most je naziv za nekoliko drvenih pontonskih mostova koji su postavljani od 1788. do 1918. godine, za prijelaz preko Dunava u Novom Sadu. Sastojao se od nekoliko pontona koji su se na sredini razdvajali zbog prolaska brodova.
Most se krajem jeseni uklanjao, a početkom proljeća ponovno vraćao na Dunav. Razlog je bilo propuštanje leda koji bi se stvorio na rijeci tijekom zime. Preko mosta se odvijao drumski, kao i pješački promet.
Most je konačno uklonjen 1918. godine zbog početka radova na izgradnji Mosta kraljevića Tomislava.